# 長足葉蜂屬
長足葉蜂屬（学名：Abeleses）为叶蜂科的一个属。

## 下属物种
本属包括以下物种：
- 暗蓝长足叶蜂 Abeleses coeruleus Rohwer, 1916
- 蓬萊長足葉蜂 Abeleses formosanus Enslin, 1911
- 红胫异基叶蜂 Abeleses rufitibialis Wei